# Taura Stinson

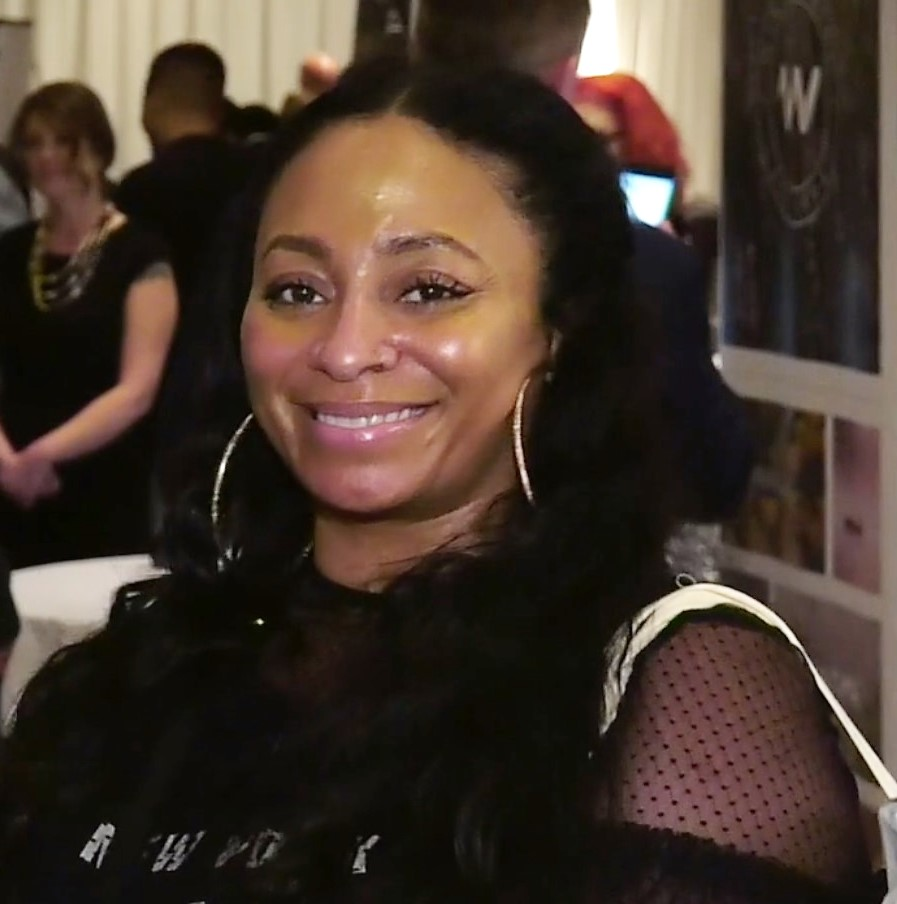
Taura Stinson

Taura Stinson (* vor 1975 in Birmingham/Alabama) ist eine US-amerikanische Songwriterin. Für den Titel Mighty River aus dem Film Mudbound war Stinson 2018 für den Oscar und den Golden Globe nominiert.

## Biografie und Werdegang
Stinson wuchs in Oakland/Kalifornien auf.
Sie schrieb Lieder unter anderem für Destiny’s Child, Kelly Rowland, Kelis und Deborah Cox sowie die Film-Soundtracks zu Men In Black, Black Nativity und den Titelsong Beautiful Creature für Rio 2 – Dschungelfieber, unter anderem mit Raphael Saadiq.

## Filmografie (Auswahl)
- 2013: Epic – Verborgenes Königreich
- 2013: Black Nativity
- 2014: Rio 2 – Dschungelfieber
- 2017: Mudbound
- 2022: Carmen